# Ia Blang
Ia Blang là một xã thuộc huyện Chư Sê, tỉnh Gia Lai, Việt Nam.
Xã Ia Blang có diện tích 20,04 km², dân số năm 1999 là 6.807 người, mật độ dân số đạt 340 người/km².